# Оптимизация
Оптимиза́ция (от лат. optimus — «наилучший») — процесс, имеющий целью направить развитие какого-либо объекта или метода к лучшему состоянию.
Задача оптимизации сформулирована, если заданы: критерий оптимальности (экономический, технологические требования — выход продукта, содержание примесей в нём и другое); варьирующие параметры (например, температура, давление, величины входных потоков в процессах переработки горного и др. сырья), изменение которых позволяет влиять на эффективность процесса; математическая модель процесса; ограничения, связанные с экономическими и конструктивными условиями, возможностями аппаратуры, требованиями взрывобезопасности и другое.

## Методы оптимизации
Методы оптимизации делятся на прямые и итерационные. Оптимизация заключается в нахождении наилучшего варианта. Методы оптимизации применяются к поиску расчета оптимальной технологии, оптимальной геометрической конструкции, лучшего времени для технологических процессов и подобных задач. Примером метода оптимизации является итерационный метод Ньютона. Различают: задачи безусловной оптимизации, задачи условной оптимизации, задачи математического программирования, задачи выпуклого программирования, численные методы оптимизации.